# Acinetobacter guillouiae
Espèce
Acinetobacter guillouiae est une espèce de bactéries de la famille des Moraxellaceae et du genre Acinetobacter.

## Description
En phase exponentielle de croissance, les Acinetobacter sp. se présentent sous la forme de bacilles de 0,9 à 1,6 µm de diamètre sur 1,5 à 2,5 µm de longueur, souvent groupés par deux ou parfois en chaînes de longueur variable. Dans les cultures âgées, on peut observer des formes sphériques ou filamenteuses.
Les Acinetobacter sp. ne réduisent généralement pas les nitrates en nitrites en milieu complexe. Toutefois, certaines souches réduisent les nitrates en milieu minéral minimum, mais ces souches ne sont pas capables de croître en anaérobiose en utilisant les nitrates comme accepteur final d'électrons.
L'oxydation du glucose et d'autres sucres en acide gluconique résulte de la présence d'une glucose déshydrogénase membranaire. Durant de nombreuses années, l'oxydation du glucose a été utilisée pour différencier des biovars, des variants, des sous-espèces et même des espèces. En fait, les souches de nombreuses espèces peuvent oxyder le glucose et seules treize espèces ou genomospecies n'acidifient pas ce sucre.
Une réponse négative est obtenue pour les tests LDC, ODC, ADH, production d'hydrogène sulfuré, indole, bêta-galactosidase et DNase.
Une réponse variable est obtenue pour l'hydrolyse de la gélatine. Quelques souches produisent une uréase ou une phénylalanine désaminase d'activité faible.

### Étymologie
Cette bactérie fut découverte le 5 juin 2010 par Marie-Laure Joly-Guillou, chef de service de bactériologie du Centre hospitalier universitaire d'Angers et créatrice du badge Halte aux bijoux!. Le nom de la bactérie est un hommage de ses pairs pour ses travaux précieux sur les bactéries multirésistantes d'où l'étymologie suivante : guil.lou’i.ae. N.L. gen. fem. n. guillouiae, de Guillou, nommé d'après Marie-Laure Joly-Guillou, microbiologiste française .

## Publication originale
- (en) Alexandr Nemec, Martin Musílek, Ondrej Sedo, Thierry De Baere, Martina Maixnerová, Tanny J. K. van der Reijden, Zbynek Zdráhal, Mario Vaneechoutte et Lenie Dijkshoorn, « Acinetobacter bereziniae sp. nov. and Acinetobacter guillouiae sp. nov., to accommodate Acinetobacter genomic species 10 and 11, respectively », International Journal of Systematic and Evolutionary Microbiology, Society for General Microbiology (d), vol. 60, no 4,‎ 6 août 2009, p. 896-903 (ISSN 1466-5026 et 1466-5034, OCLC 807119723, PMID 19661501, DOI 10.1099/IJS.0.013656-0, lire en ligne).